# Cissus incarnata
Cissus incarnata är en vinväxtart som beskrevs av Teijsm. & Binn.. Cissus incarnata ingår i släktet Cissus och familjen vinväxter. Inga underarter finns listade i Catalogue of Life.